# Боск Еделин
Боск Еделин (фр. Bosc-Edeline) насеље је и општина у северној Француској у региону Горња Нормандија, у департману Приморска Сена која припада префектури Руан.
По подацима из 2011. године у општини је живело 331 становника, а густина насељености је износила 53,47 становника/km². Општина се простире на површини од 6,19 km². Налази се на средњој надморској висини од 226 метара (максималној 232 m, а минималној 168 m).

## Демографија
| 1962. | 1968. | 1975. | 1982. | 1990. | 1999. | 2011. |
| ----- | ----- | ----- | ----- | ----- | ----- | ----- |
| 172   | 189   | 182   | 246   | 257   | 284   | 331   |

График промене броја становника у току последњих година